# Шафи-Гештасп, Мирза
 Шафи Гештасп Мирза  (?— 1877) — писатель, мазандеранский уроженец.

## Биография
Год рождения неизвестен. Получил образование в Тегеране, законоведение изучил в Аравии. В Россию прибыл в 1859 году в составе персидского посольства. В 1863 году назначен лектором персидского языка при факультете восточных языков Санкт-Петербургского университета.
Результатом его преподавания осталась литографированная книга: «Dictionnaire Mofid, persan-arabe-russe-français» (СПб., 1869). Как знаток родного мазандеранского наречия, он оказал в исследовании его существенную помощь академику Дорну, который, в сотрудничестве с Мирзой Шафи, издал два выпуска «Beiträge zur Kenntniss der iranischen Sprachen» (СПб., 1860 и 1866).
Скончался в 1877 году. 